# 의정부 경전철
의정부 경전철(議政府 輕電鐵)은 의정부시 시내 발곡역과 차량기지 임시승강장을 잇는 경전철 노선이다. 안내 등에 사용된 색은 ●오렌지색이다. 통행방향은 어디서든 우측통행이다.

## 개요
- 사업성격 : 민간투자시설사업(BTO)
- 소유권자 : 의정부시
- 사업시행자 : 의정부경전철 주식회사 → 의정부경량전철, 우진메트로
- 관리운영자 : 의정부 경전철 사업단
- 사업구간 : 발곡~탑석
- 영업거리 : 10.600 km
- 운행방식 : 고무차륜 경전철(AGT ; 무인자동운전) [수동운전]
- 개통일자 : 2012년 7월 1일

## 추진경위
- 1995년 12월 31일 : 의정부경전철 건설 및 운영 기본계획 수립 (의정부시)
- 1999년 12월 31일 : 민간유치대상사업 재지정 고시 (기획예산처)
- 2000년 11월 24일 : 도시철도 기본계획 변경 (건설교통부)
- 2001년 9월 25일 : 민간투자시설사업 기본계획 심의확정 및 승인 (기획예산처)
- 2001년 11월 1일 : 민간투자시설사업 기본계획 고시 (의정부시)
- 2004년 8월 3일 : 우선협상대상자 지정 (의정부시) ▶ GS건설 컨소시엄
- 2005년 10월 6일 : 의정부 경전철(주) 설립
- 2006년 4월 14일 : 실시협약 체결 및 사업시행자 지정, 설시설계 착수 (의정부시)
- 2007년 7월 26일 : 의정부 경전철 건설사업 기공식[3]
- 2007년 7월 30일 : 실시계획 승인 및 지형도면 고시[4]
- 2007년 8월 28일 : 건설공사 착수
- 2007년 10월 18일 : 도시철도사업 면허 취득[5]
- 2008년 7월 1일 : 회룡역 전면개량 계획 확정 (국토해양부)
- 2010년 10월 8일 ~ 2011년 6월 14일 차량 입고
- 2010년 11월 6일 : 차량공개 및 홍보관 개관식
- 2011년 2월 23일 ~ 2011년 10월 14일 예비 주행 시험
- 2011년 3월 29일 ~ 2012년 2월 14일 본선 시운전
- 2012년 2월 15일 ~ 2012년 4월 10일 종합 인터페이스 시험
- 2012년 4월 11일 ~ 2012년 6월 28일 영업 시운전
- 2012년 6월 29일 : 개통 및 준공식
- 2012년 6월 29일 ~ 2012년 6월 30일 무임 시승식
- 2012년 7월 1일 : 공식 영업 개시 및 회룡역 환승 개통, 수도권 전철 1호선
- 2014년 12월 6일 : 회룡역 환승 통로 개통 및 수도권 전철과 환승 개시
- 2017년 5월 26일 : 의정부경전철 법원으로부터 파산 선고
- 2019년 5월 1일 : 의정부경량전철로 운영 이관
- 2021년 10월 30일 : 차량기지 임시승강장 개통

## 차량
- 의정부경전철 U100호대 전동차

## 역 목록
- 의정부 경전철의 모든 역들은 2면 2선의 상대식 승강장[6][7]으로 운영되고 있으며, 승강장 횡단이 가능하다.
- 차내 방송에서 경전철의정부역은 의정부역[8]으로, 의정부시청역은 시청역으로, 의정부중앙역은 중앙역으로 안내하였으나, 수도권 통합요금제 포함에 따른 역명 변경 반영으로 인해 현재는 역 이름 그대로 안내한다.
(의정부역 → 경전철의정부, 시청역 → 의정부시청, 중앙역 → 의정부중앙)
- 영업거리표의 거리 표시가 다른 철도 노선과는 달리 50 cm 단위로 되어 있어 매우 세밀하다.[9]
- 의정부중앙역, 동오역, 새말역, 곤제역의 로마자 표기가 국립국어원이 정한 로마자표기법과 다르나, 이 문서에서는 약관상의 표기를 그대로 사용한다.[9]
- 수도권에 건설된 경전철 노선 중 심야 중간 주박역을 운용하지 않는 최초의 노선이며, 모든 열차가 발곡 - 탑석 전 구간을 운행한다.[10]
- 2021년 10월 30일에 차량기지 임시승강장이 개통하였다.[11]

| 역 번호 | 역명                | 국한문표기         | 로마자 표기                                    | 접속 노선           | 역간 거리 | 영업 거리 | 소재지 | 소재지   |
| ------- | ------------------- | ------------------ | ---------------------------------------------- | ------------------- | --------- | --------- | ------ | -------- |
| U110    | 발곡                | 鉢谷               | Balgok                                         |                     | 0.000 km  | 0.000 km  | 경기도 | 의정부시 |
| U111    | 회룡                | 回龍               | Hoeryong                                       | ● 수도권 전철 1호선 | 0.833 km  | 0.833 km  | 경기도 | 의정부시 |
| U112    | 범골                | 범골               | Beomgol                                        |                     | 0.615 km  | 1.448 km  | 경기도 | 의정부시 |
| U113    | 경전철의정부        | 輕電鐵議政府       | LRT Uijeongbu                                  |                     | 0.949 km  | 2.397 km  | 경기도 | 의정부시 |
| U114    | 의정부시청          | 議政府市廳         | Uijeongbu City Hall                            |                     | 0.920 km  | 3.317 km  | 경기도 | 의정부시 |
| U115    | 흥선                | 興宣               | Heungseon                                      |                     | 0.627 km  | 3.944 km  | 경기도 | 의정부시 |
| U117    | 의정부중앙          | 議政府中央         | Uijeongbu Jungang                              |                     | 1.1075 km | 5.0515 km | 경기도 | 의정부시 |
| U118    | 동오                | 東梧               | Dong-o                                         |                     | 0.703 km  | 5.7545 km | 경기도 | 의정부시 |
| U119    | 새말                | 새말               | Sae-mal                                        |                     | 0.739 km  | 6.4935 km | 경기도 | 의정부시 |
| U120    | 경기도청북부청사    | 京畿道廳北部廳舍   | Gyeonggi Provincial Government Northern Office |                     | 0.7155 km | 7.209 km  | 경기도 | 의정부시 |
| U121    | 효자                | 孝子               | Hyoja                                          |                     | 0.630 km  | 7.839 km  | 경기도 | 의정부시 |
| U122    | 곤제                | 昆弟               | Gonjae                                         |                     | 0.772 km  | 8.611 km  | 경기도 | 의정부시 |
| U123    | 어룡(용현산업단지)  | 魚龍               | Eoryong                                        |                     | 0.904 km  | 9.515 km  | 경기도 | 의정부시 |
| U124    | 송산                | 松山               | Songsan                                        |                     | 0.630 km  | 10.145 km | 경기도 | 의정부시 |
| U125    | 탑석                | 塔石               | Tapseok                                        | ● 서울 지하철 7호선 | 0.455 km  | 10.600 km | 경기도 | 의정부시 |
|         | 차량기지 임시승강장 | 車輛基地臨時乘降場 | Depot Temporary Platform                       |                     | 0.000 km  | 11.300 km | 경기도 | 의정부시 |

## 연장
- 탑석역에서 민락2지구까지 연장하는 사업이 구상되었으나 경제성이 매우 낮은 것으로 판단되어 사실상 백지화되었다.
- 안병용 의정부시장은 2020년 12월 28일 오후 3시 2021년 신년 기자회견을 통해 의정부경전철 연장 및 지선 사업을 추진하겠다고 밝혔다.

## 운영 및 유지보수자
2009년 의정부 경전철의 10년간 운영 및 유지보수자를 입찰한 결과, 인천교통공사가 우선협상대상자로 선정되었고, 이후 공식적으로 의정부경전철의 관리운영권을 체결하였다

## 운임 체계
- 2025년 수도권 전철 요금 인상 이후 교통카드 기준으로 기본 운임은 1750원, 청소년은 1100원, 어린이는 750원이며, 무임승차는 만 6세 미만 유아와 국가유공자, 등록장애인[18], 만 65세 이상 노인[19]에게 허용되며, 또한 20인 이상 승차시 단체 운임 할인을 적용하여[20]어른, 청소년, 어린이 운임에서 20%씩 할인한다. 인원 20명마다 1명씩 무임을 적용한다.
- 기존 의정부 경전철 구간에서만 사용하던 토큰형 승차권은 2014년 12월 6일부터 이용이 불가하며 1회용 승차권으로 이용해야 한다
- 의정부 경전철에는 정기권 사용이 가능하며 거리비례용 2단계로 이용이 가능하다. (서울전용 제외)
- 2012년 11월 기간 중에는 홍보 목적으로 특별 할인 행사가 있었다. 임시 기본운임 350원, 청소년과 어린이(선후불 교통카드)는 각각 300원, 230원이었다. 이는 환승 할인을 고려하여 평균적인 거리를 산정한 추가 운임으로 계산한 값이다. 그러나 이 기간중 구입한 1회용 승차권으로 기본 운임이 원상 복귀된 이후에는 사용할 수 없으며, 기타 할인은 역시 불가능하다.

## 사진

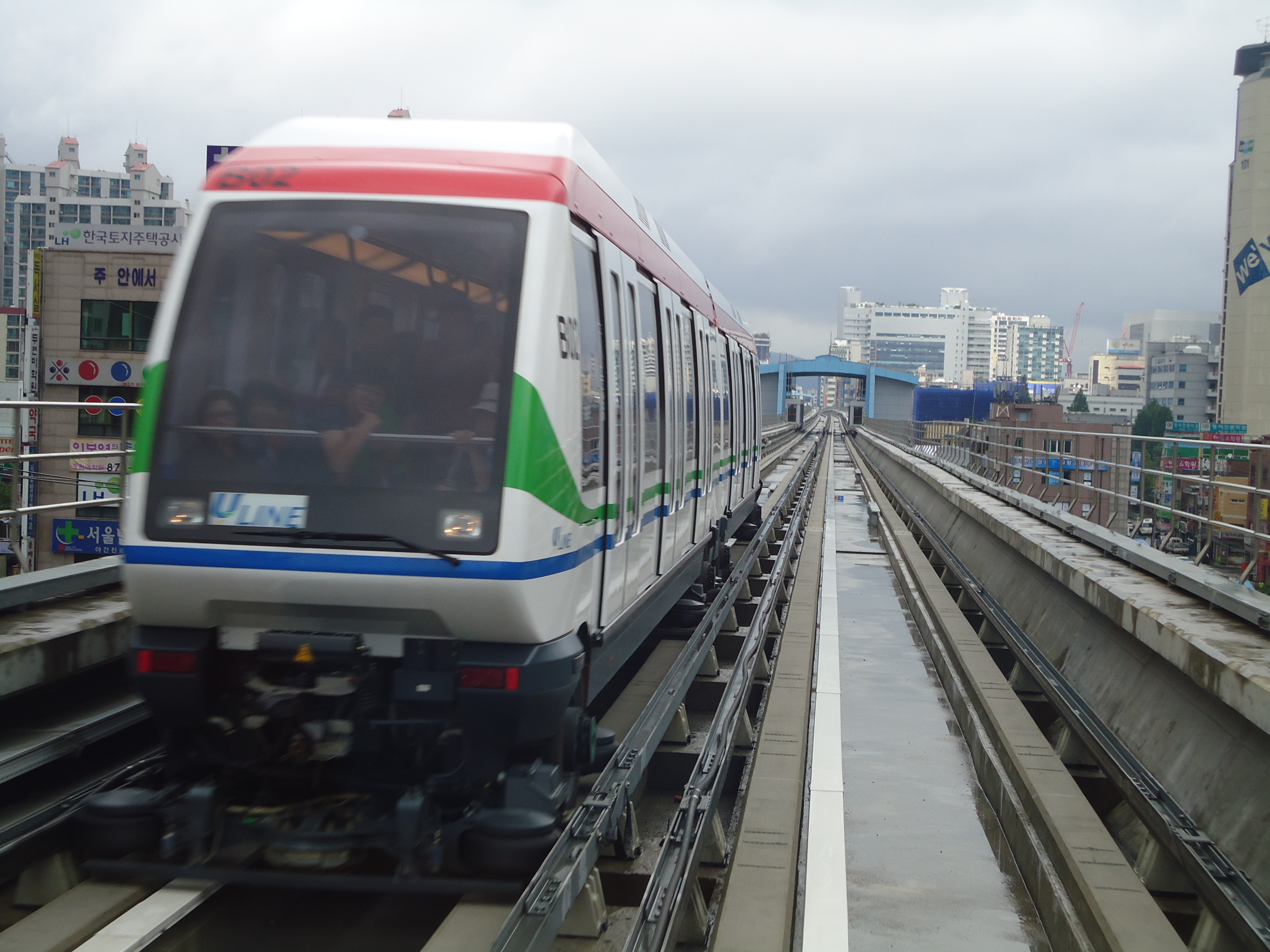
02편성
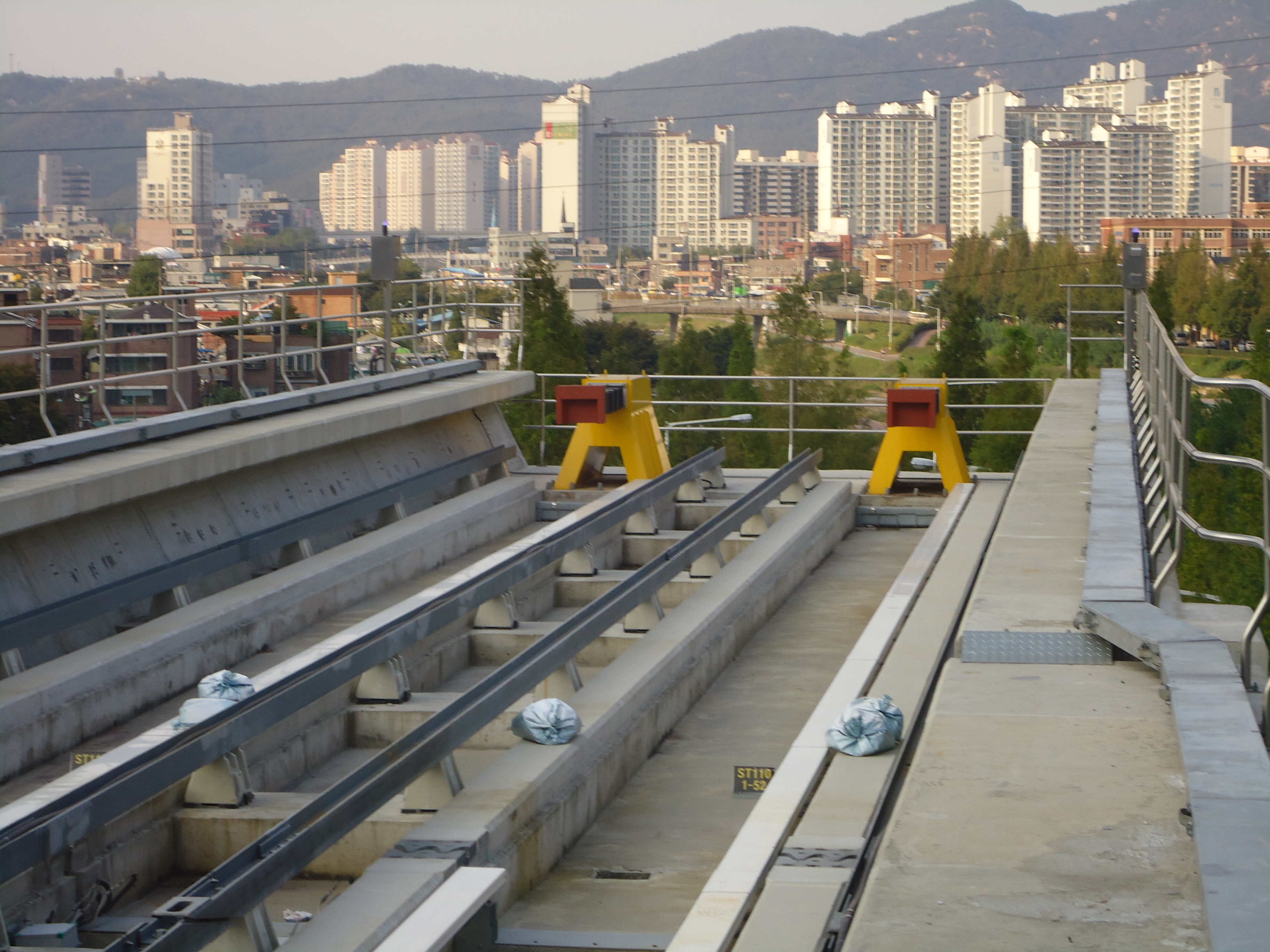
의정부 경전철 중단점
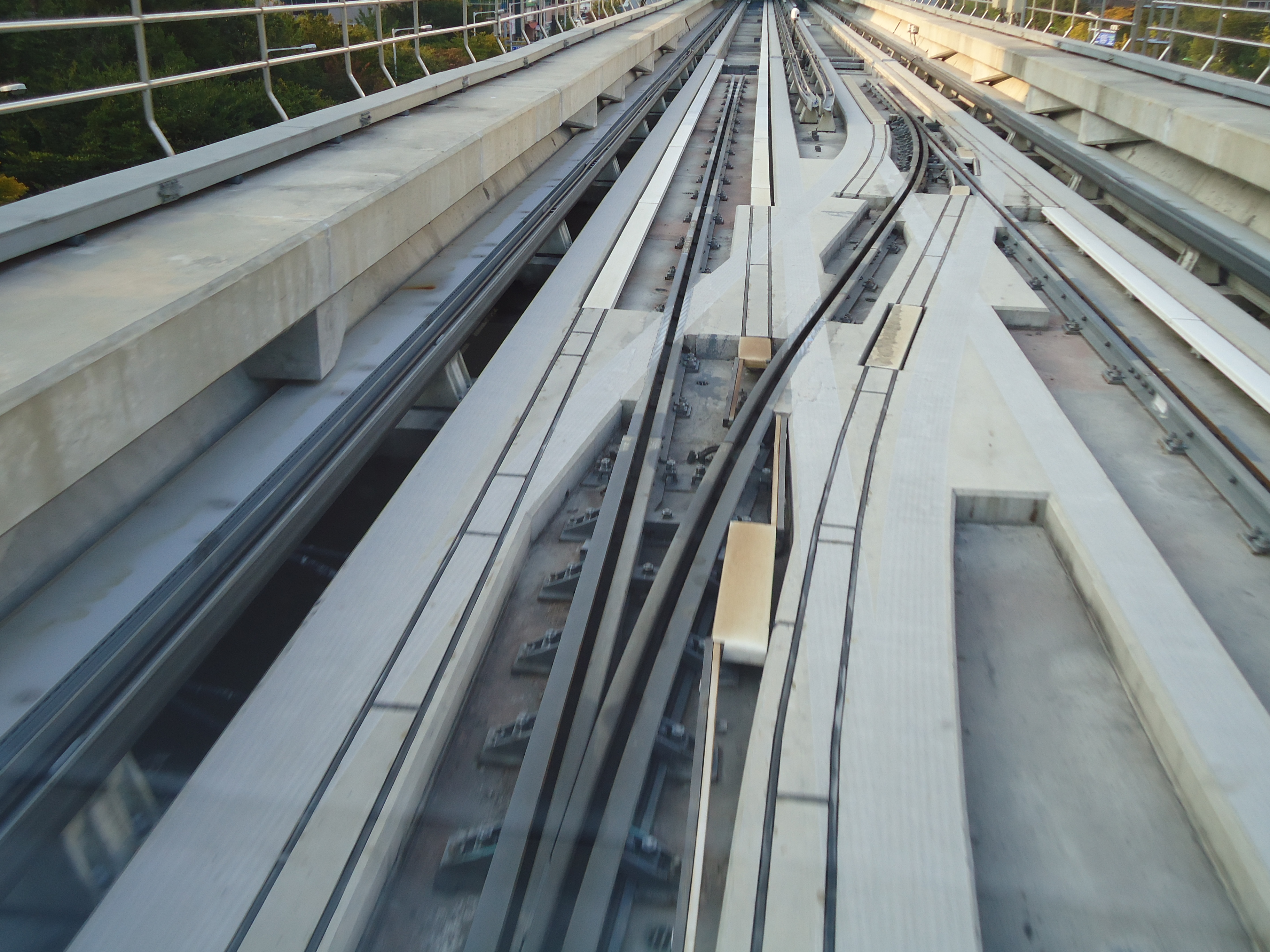
의정부경전철 분기기(1)
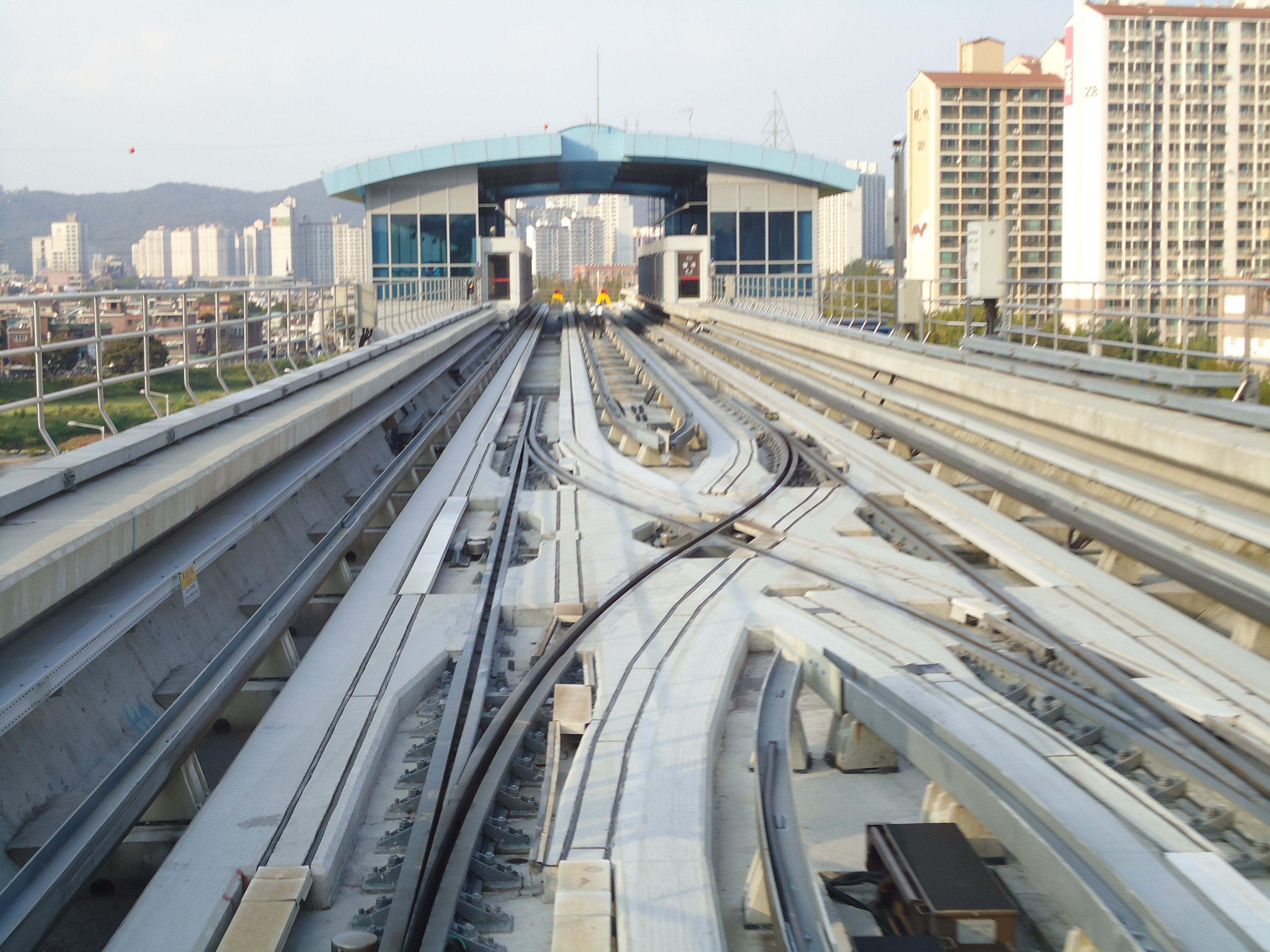
의정부경전철 분기기(2)
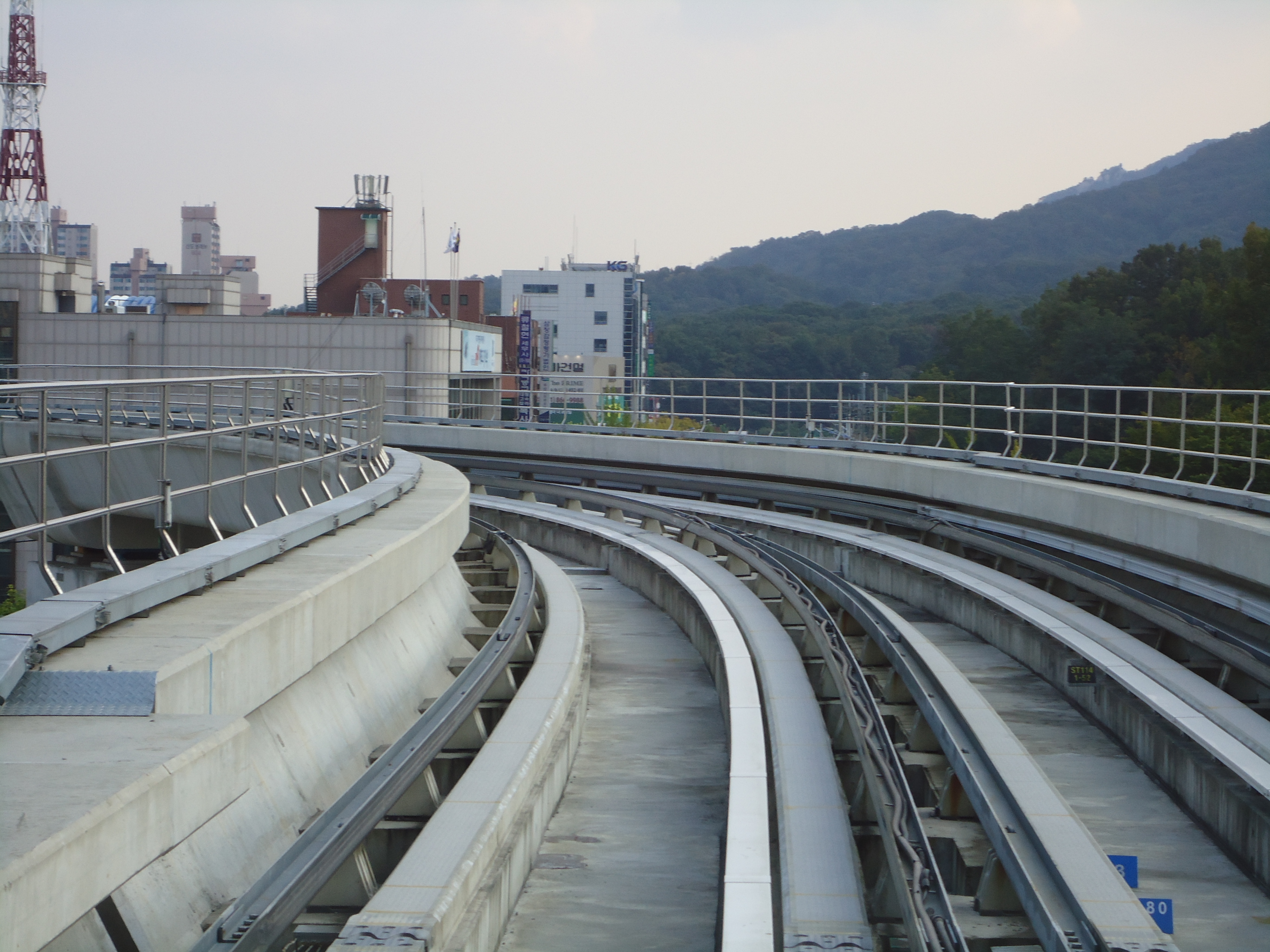
고무타이어방식으로 운행하므로 급커브 구간도 무리없이 다닐 수 있다.
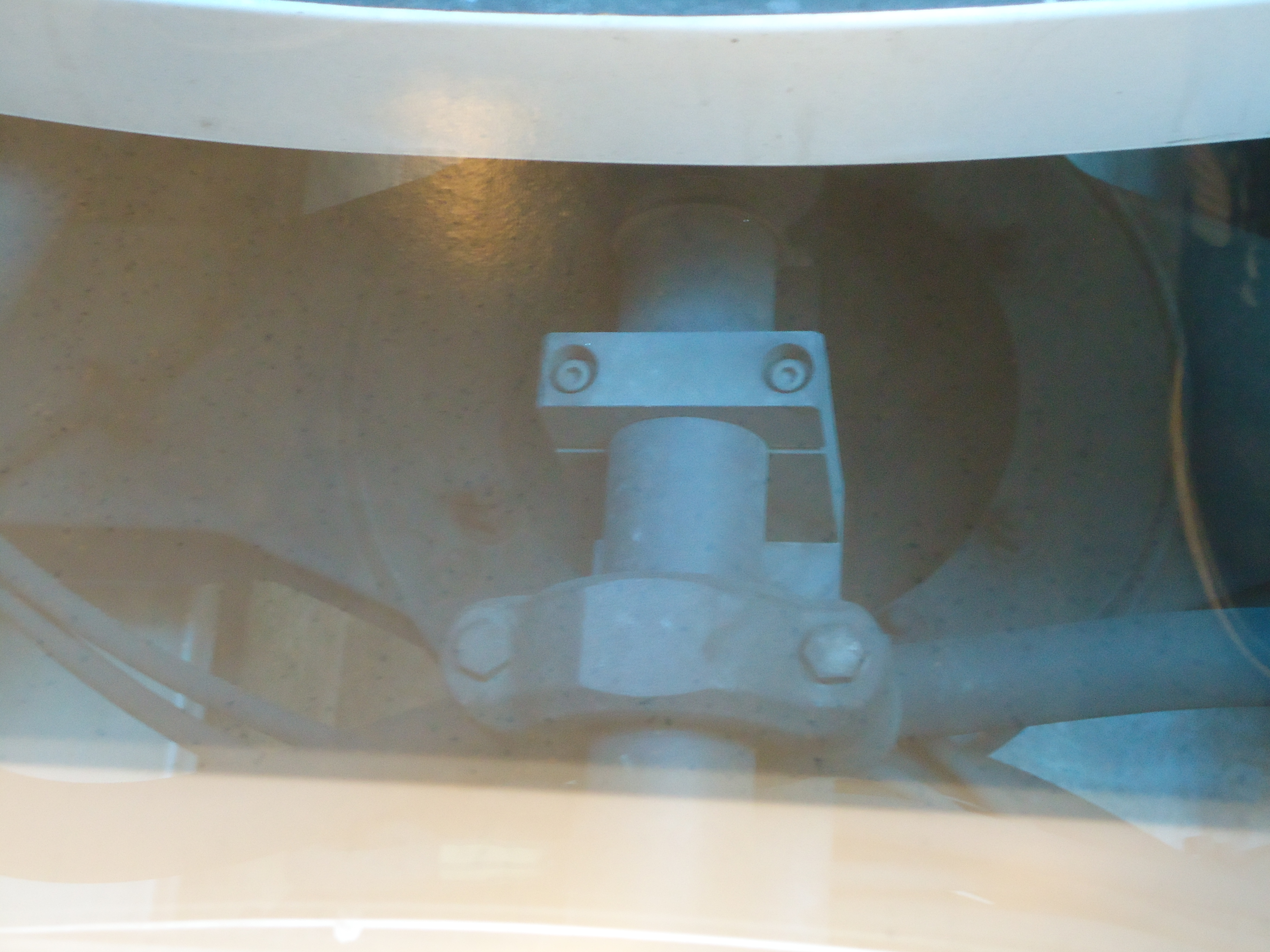
의정부경전철은 평소에 분리, 결합할 일이 거의 없으므로 봉 연결기를 사용하고 있다.
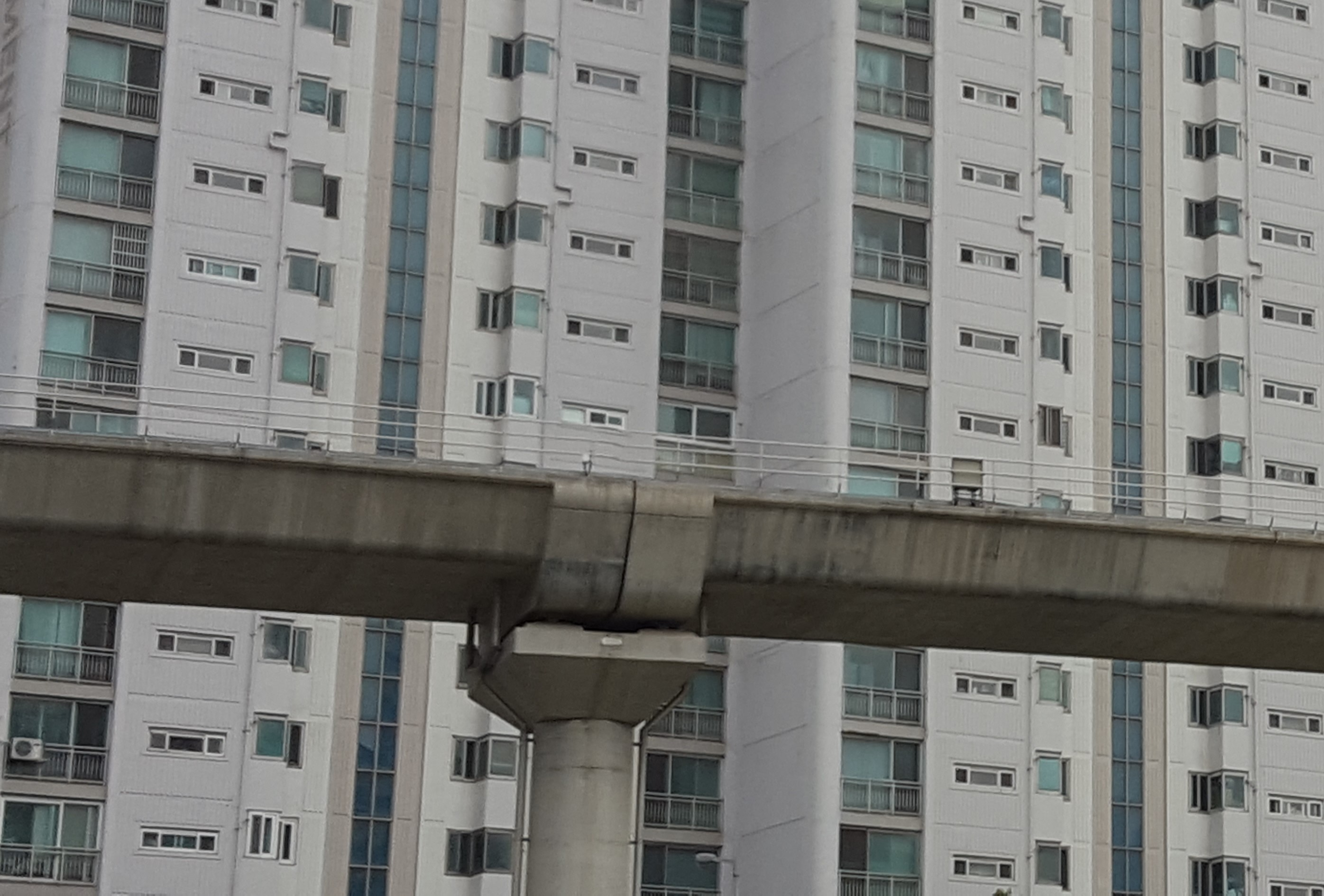
의정부경전철의 선로 모습

## 사고
- 2009년 7월 25일 - 오후7시 20분에 경기도 의정부시 신곡동 드림밸리 아파트 부근의 의정부 경전철 공사현장에서 교각 상부에 놓여 있던 대형 철골 구조물이 무너지는 사고가 발생했다. 이 사고로 무너진 구조물이 부용천변 산책로를 덮쳐 한국인 2명 베트남인 3명을 포함한 총 5명이 숨지고 8명이 다쳤다. 경찰은 관련자 5명을 사법처리했다.[21]

- 2012년 6월 30일 - 오후8시 48분에 경전철의정부역에서 무임 시승식 도중 만취 승객이 비상탈출 핸들을 함부로 조작하는 바람에 1분후인 49분 비상제동 장치가 작동되면서 전 구간이 단전되는 사고가 발생했다. 이 사고로 승객 1000여명이 비상 탈출하는 소동이 벌어졌다.[22]

## 비상핸들 작동 시 주의사항
- 터널내에 선로 옆에는 항상 전기가 흐르고 있어 무단으로 임의하차 시 감전 위험이 있다.

## 승차량 변동
| 1일 평균 승차 인원 | 1일 평균 승차 인원 | 1일 평균 승차 인원 | 1일 평균 승차 인원 | 1일 평균 승차 인원 | 1일 평균 승차 인원 | 1일 평균 승차 인원 | 1일 평균 승차 인원 | 1일 평균 승차 인원 | 1일 평균 승차 인원 |
| 2012년             | 2013년             | 2014년             | 2015년             | 2016년             | 2017년             | 2018년             | 2019년             | 2020년             | 2021년             |
| ------------------ | ------------------ | ------------------ | ------------------ | ------------------ | ------------------ | ------------------ | ------------------ | ------------------ | ------------------ |
| 미공개             | 미공개             | 미공개             | 미공개             | 35,875             | 37,618             | 39,172             |                    |                    |                    |

## 같이 보기
- 수도권 전철